# Kanton Vannes-Est
Der Kanton Vannes-Est war bis 2015 ein französischer Kanton im Arrondissement Vannes, im Département Morbihan und in der Region Bretagne; sein Hauptort war Vannes. Letzte Vertreterin im Generalrat des Départements war von 2012 bis 2015 Elisabeth Chevalier (PS).

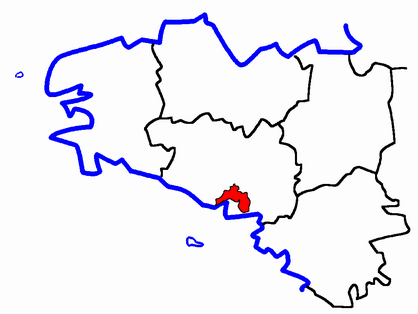
Die Kantone Vannes-Centre, Vannes-Est und Vannes-Ouest

## Gemeinden
Der Kanton Vannes-Est umfasste sieben Gemeinden und den Ostteil der Stadt Vannes:
| Gemeinde           | Bretonisch         | Einwohner (2022) | Fläche (km²) | Code postal | Code Insee |
| ------------------ | ------------------ | ---------------- | ------------ | ----------- | ---------- |
| La Trinité-Surzur  | An Drinded-Surzhur | 1699             | 2.30         | 56190       | 56259      |
| Le Hézo            | Hezoù              | 898              | 4.89         | 56450       | 56084      |
| Noyalo             | Noaloù             | 780              | 4.93         | 56450       | 56150      |
| Saint-Avé          | Sant-Teve          | 12.173           | 26.09        | 56890       | 56206      |
| Séné               | Sine               | 9265             | 19.94        | 56860       | 56243      |
| Surzur             | Surzhur            | 5110             | 57.29        | 56450       | 56248      |
| Theix              | Teiz               | 6.946            | 47.13        | 56450       | 56251      |
| Vannes (teilweise) | Gwened             | 54.955           | unbekannt    | 56000       | 56260      |
| Kanton             | Gwened-Reter       | 46.048           | unbekannt    | -           | 5637       |

Angegeben ist für Vannes die Gesamteinwohnerzahl.

## Bevölkerungsentwicklung
| 1990   | 1999   | 2006   | 2012   |
| ------ | ------ | ------ | ------ |
| 31.089 | 36.479 | 42.349 | 46.048 |